# Campionato Acriano 2022
Il Campionato Acriano 2022 è stata la 95ª edizione della massima serie del campionato acriano. La stagione è iniziata il 13 febbraio 2022 e si è conclusa il 21 aprile successivo.

## Stagione

### Novità
Al termine della stagione 2021, non c'è stata alcuna retrocessione poiché la Segunda Divisão, a partire dal 2019, è stata soppressa. Sono stati ammessi alla nuova stagione ADESG e Independência.

### Formato
Le undici squadre si affrontano dapprima in una prima fase, consistente in un due gironi: uno da sei, l'altro da cinque. Le prime tre classificate di tali gironi, accederanno alla seconda fase che decreterà la vincitrice del campionato. 
La formazione vincitrice e la seconda classificata, potranno partecipare alla Série D 2023, alla Coppa del Brasile 2023 e alla Copa Verde 2023. Nel caso le prime due classificate siano già qualificate alla Série D, l'accesso alla quarta serie andrà a scalare.

## Risultati

### Prima fase

#### Gruppo A
|  | Pos. | Squadra           | Pt | G | V | N | P | GF | GS | DR |
|  | ---- | ----------------- | -- | - | - | - | - | -- | -- | -- |
|  | 1.   | ADESG             | 10 | 5 | 3 | 1 | 1 | 8  | 3  | +5 |
|  | 2.   | Náuas             | 8  | 5 | 2 | 2 | 1 | 3  | 2  | +1 |
|  | 3.   | Rio Branco-AC     | 7  | 5 | 2 | 1 | 2 | 7  | 5  | +2 |
|  | 4.   | Plácido de Castro | 7  | 5 | 1 | 4 | 0 | 10 | 6  | +4 |
|  | 5.   | Atlético Acreano  | 5  | 5 | 1 | 2 | 2 | 3  | 6  | -3 |
|  | 6.   | Vasco da Gama-AC  | 3  | 5 | 1 | 0 | 4 | 5  | 14 | -9 |

Legenda:
      Ammessa alla seconda fase.
Note:
Tre punti a vittoria, uno a pareggio, zero a sconfitta.

#### Gruppo B
|  | Pos. | Squadra          | Pt | G | V | N | P | GF | GS | DR  |
|  | ---- | ---------------- | -- | - | - | - | - | -- | -- | --- |
|  | 1.   | Humaitá-AC       | 8  | 4 | 2 | 2 | 0 | 8  | 2  | +6  |
|  | 2.   | São Francisco-AC | 8  | 4 | 2 | 2 | 0 | 6  | 3  | +3  |
|  | 3.   | Galvez           | 7  | 4 | 2 | 1 | 1 | 9  | 2  | +7  |
|  | 4.   | Andirá           | 2  | 4 | 0 | 2 | 2 | 5  | 11 | -6  |
|  | 5.   | Independência    | 1  | 4 | 0 | 1 | 3 | 3  | 13 | -10 |

Legenda:
      Ammessa alla seconda fase.
Note:
Tre punti a vittoria, uno a pareggio, zero a sconfitta.

### Seconda fase
|                 | Pos. | Squadra          | Pt | G | V | N | P | GF | GS | DR  |
| --------------- | ---- | ---------------- | -- | - | - | - | - | -- | -- | --- |
| Acre (bandiera) | 1.   | Humaitá-AC       | 12 | 5 | 4 | 0 | 1 | 11 | 4  | +7  |
|                 | 2.   | São Francisco-AC | 11 | 5 | 3 | 2 | 0 | 7  | 2  | +5  |
|                 | 3.   | ADESG            | 8  | 5 | 2 | 2 | 1 | 8  | 5  | +3  |
|                 | 4.   | Galvez           | 7  | 5 | 2 | 1 | 2 | 7  | 7  | 0   |
|                 | 5.   | Rio Branco-AC    | 4  | 5 | 1 | 1 | 3 | 6  | 7  | -1  |
|                 | 6.   | Náuas            | 0  | 5 | 0 | 0 | 5 | 2  | 16 | -14 |

Legenda:
 Vincitrice del Campionato Acriano 2022
      Qualificati per il Campeonato Brasileiro Série D 2023, la Coppa del Brasile 2023 e la Copa Verde 2023.
Note:
Tre punti a vittoria, uno a pareggio, zero a sconfitta.